# ダニー・グリーン (バスケットボール)
ダニエル・リチャード・グリーン・ジュニア（Daniel Richard Green Jr. , 1987年6月22日 - ）は、アメリカ合衆国ニューヨーク州ノース・バビロン出身のプロバスケットボール選手。ポジションはシューティングガードとスモールフォワードを兼ねるスウィングマン。元NBA選手のジェラルド・グリーンは従兄弟である。

## 経歴

### ハイスクール
ノース・バビロン・ハイスクールに入学し、初年度は、バスケットボールだけでなく、アメリカンフットボールチームでクォーターバックをプレーした。2年時にマンハッタンのセントメリーハイスクールに入学し、3年時には平均20得点、10リバウンド、4アシスト、4ブロックの好成績を残している。2005年のカレッジ進学選手の全米ランクで、No.8のシューティングガード、全体でNo.31番目の選手、州ではNo.3の選手と目された。

### カレッジ
2005年にノースカロライナ大学に進学し、ターヒールズでの初年シーズンは、シックスマンであった。2シーズン目で平均5.2得点、2.8リバウンドの成績を残した。2年目を終えた時点で転校を予想されていたが、その後も残り、カレッジキャリアのすべてをノースカロライナ大で終えている。3年次に平均22分出場、11.5得点、4.9リバウンド、2.0アシスト、1.2スティール、1.2ブロックの成績を残し、ゴール成功率も46.9％、フリースロー成功率87.3％、3ポイント成功率37.3％と向上を見せた。4年次進級を前に、2008年NBAドラフトにアーリーエントリーを表明したが、大学に残る選択肢を残すためにNCAAルールに従いエージェントとは契約せず、結局6月16日に大学に残ることを選択した。4年次には平均27分出場、13.1得点、4.7リバウンド、2.7アシスト、1.8スティール、1.3ブロック、ゴール成功率47.1％、3ポイント成功率41.8％と成績を軒並み向上させた。このシーズンでACCオールディフェンシブチームに選ばれ、タイラー・ハンズブローらと共にチームキャプテンを務め、2009年NCAAチャンピオンを獲得した。

#### 主な記録
- 2009年NCAAチャンピオンチームであるノースカロライナ大学ターヒールズのスターティング5として活躍した。
- ターヒールズでただ一人通算1,000得点(1,368)、500リバウンド(590)、200アシスト(256)、100ブロック(155)、100スティール(160)以上を達成している。
- ACC史上で、100ブロック、100スリーポイントを達成している4人の一人。他はデューク大学のシェーン・バティエ、メリーランド大学のテレンス・モリス、ウェイクフォレスト大学のジョシュ・ハワード
- NCAAディビジョンⅠで公式戦145試合以上に出場した38人の1人。

### NBAキャリア

#### クリーブランド・キャバリアーズ

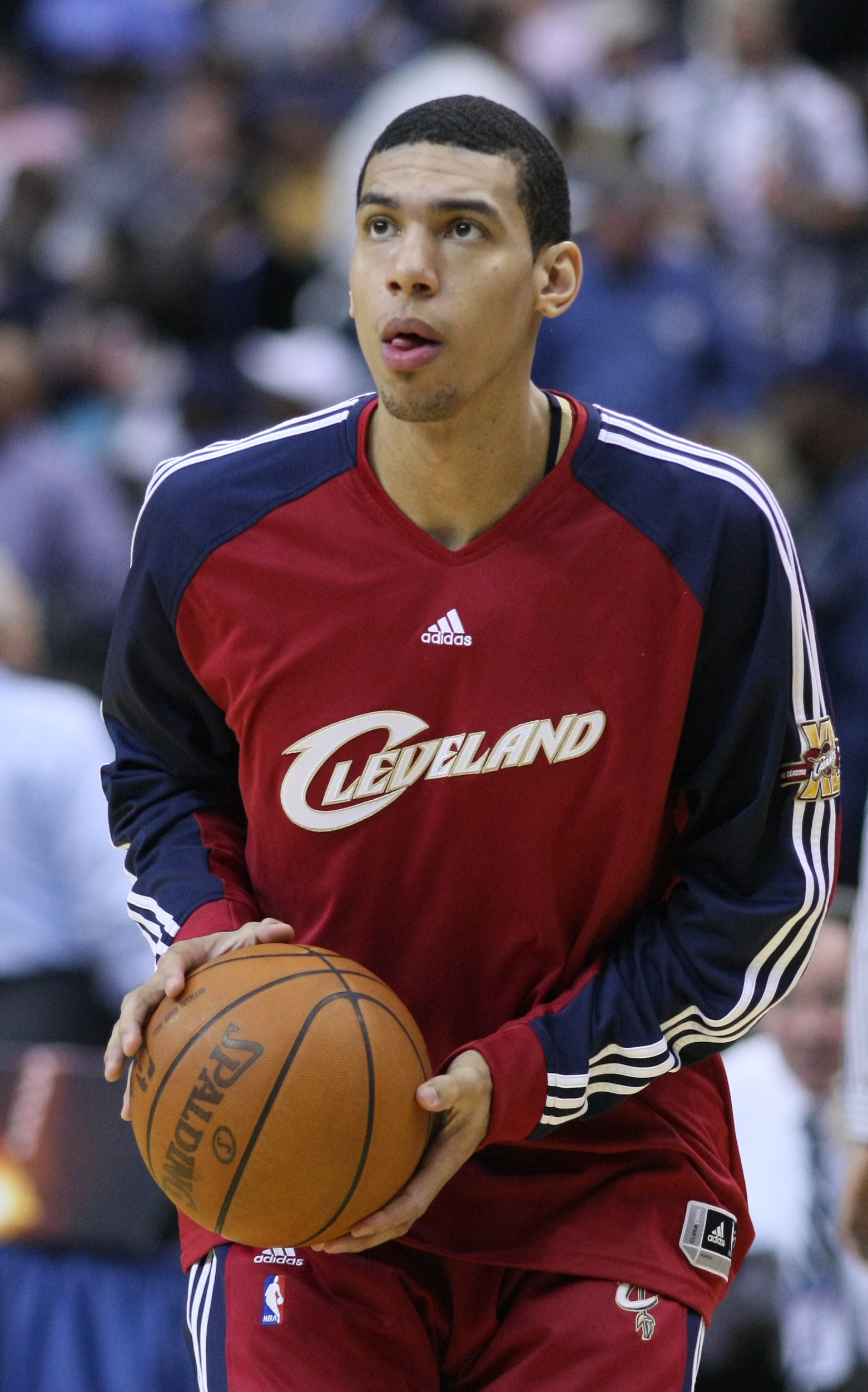
クリーブランド・キャバリアーズ時代のグリーン（2009）

ノースカロライナ大学を卒業し、2009年NBAドラフト2巡目46位で、クリーブランド・キャバリアーズに指名を受けNBAのプレーヤーとなったが、数度のウェーバー、Dリーグなどを経て、2011年、サンアントニオ・スパーズと契約。

#### サンアントニオ・スパーズ
スパーズ入団直後はロースターに定着できず苦労したが、2年目で3ポイントシューターとしての資質が開花し、その高い成功率とタフなディフェンスでスターターに定着した。特に2013年ファイナル第3戦でスパーズは、9本中7本を成功させたグリーンを中心とし、ゲイリー・ニールらとともにNBAファイナル1試合新記録の3ポイント16本（32投）を決めた。第6戦では6本のスリーポイントを決め、対戦チームのレイ・アレンがボストン・セルティックスで2008年に記録したファイナル3ポイント総成功数記録22本を超え、更に25本まで記録を伸ばした。この時点で成功率は66%であった。更に第6戦、最終戦ではそれぞれ1本に抑えられ敗れたものの、記録を27本にまで伸ばした。
| Game | 成功数ー投数 | 成功率 | 合計成功数 | 合計投数 | 総成功率 |
| ---- | ------------ | ------ | ---------- | -------- | -------- |
| 1    | 4-9          | .444   | 4          | 9        | .444     |
| 2    | 5-5          | 1.000  | 9          | 14       | .642     |
| 3    | 7-9          | .777   | 16         | 23       | .700     |
| 4    | 3-5          | .600   | 19         | 28       | .679     |
| 5    | 6-10         | .600   | 25         | 38       | .658     |
| 6    | 1-5          | .200   | 26         | 43       | .605     |
| 7    | 1-6          | .166   | 27         | 49       | .551     |

2013-14シーズンは、手の骨折により14試合を欠場したが、68試合に出場、59試合に先発し、3ポイントを135本、41.5％の高率で決めた。ファイナルを含めたプレーオフでは、すべての試合に先発出場し、安定した3ポイントと、タフなディフェンスで重要な場面でスティールを成功させ、主力として優勝に貢献した。この優勝により、マイケル・ジョーダン、ジェームズ・ウォージーと同じくNCAAおよびNBAでチャンピオンとなったノースカロライナ大学出身選手の仲間入りを果たした。2014年7月、ノースカロライナ大学、クリーブランド・キャバリアーズ時代の背番号14に戻すと公表した。
2014-15シーズンは、カワイ・レナードと共にダブルスウィングマンとしてスターターに定着し、ディフェンスでは、相手エースとのマッチアップも増え、オフェンスでは従来のスポットアップの3ポイントに加え、カットプレーなどのバラエティも増やして、ロールプレーヤー的な選手から主軸選手へと変貌した。
1月22日のワシントン・ウィザーズ戦で、スパーズ史上最速の256試合で、500-3ポイント成功を達成した。500以上達成選手は、マヌ・ジノビリ(385試合)、ブルース・ボウエン(661/430試合)、マット・ボナー(401試合)、ショーン・エリオット(563/608試合)を含め5人。
3月12日、クリーブランド・キャバリアーズ戦で5本の3ポイントを決め、5本以上を記録した試合数を29試合とし、マヌ・ジノビリのスパーズ記録に並んだ。
4月12日、フェニックス・サンズ戦で3本の3ポイントを決め、シーズン3ポイント成功数を191とし、正確なショットから”ライフルマン”と呼ばれたチャック・パーソンの1998年の190を抜き、スパーズのフランチャイズ記録を達成した。
2015年7月1日、フリーエージェントとなった同日にスパーズと4年4500万ドルの再契約に合意し、7月14日、契約にサインした。
2015-16シーズンは、開幕から自身の最大の武器である3ポイントの調子が上がらず苦戦したが、安定したディフェンス能力を発揮し、チームの好スタートに貢献した。2016年1月6日のユタ・ジャズ戦で、662本目となる3ポイントを決め、スパーズフランチャイズ記録で、ブルース・ボウエンを抜き2位となった。
2016年11月9日、左大腿筋の故障が回復し、シーズン初出場となった 。2016−17シーズンのNBAオールディフェンシブチームのセカンドチームに選ばれた。
2017年12月28日のニューヨーク・ニックス戦で、リーグ127人目となる3ポイント成功数900を記録した。

#### トロント・ラプターズ
2018年7月18日にカワイ・レナードとデマー・デローザンを含む大型トレードでトロント・ラプターズに移籍した。ラプターズではレギュラーシーズン80試合に出場し全試合でスターターとして起用される。平均得点10.3点、3Pシュート成功率45.5%と堂々たる数字を残しラプターズ初優勝に大きく貢献した。

#### ロサンゼルス・レイカーズ
2019年7月6日に2年3000万ドルでレイカーズと契約した。
2019年10月22日にロサンゼルス・クリッパーズとのシーズン開幕戦にて、32分間の出場で9本中7本のスリーポイントを沈め、28得点を記録したがチームは112-102で敗れた。そして28得点はカリーム・アブドゥル＝ジャバーのレイカーズのデビュー戦の27得点を上回り、デビュー戦得点記録としてレイカーズのフランチャイズ最高記録となった。

#### フィラデルフィア・76ers
2020年11月18日にデニス・シュルーダーとのトレードでジェイデン・マクダニエルズの交渉権とともにオクラホマシティ・サンダーへ移籍し、さらに12月8日にアル・ホーフォードとテオ・マレドンらの交渉権と将来のドラフト指名権のトレードでフィラデルフィア・76ersへ移籍した。2020-21シーズン終了後にシクサーズと2年2000万ドル（2年目は無保証）で再契約した。
2021-22シーズンも主力として活躍したが、プレーオフのマイアミ・ヒートとのカンファレンス準決勝第6戦にて、チームメイトのジョエル・エンビードと交錯して左膝の前十字靭帯と外側側副靱帯を断裂。チームは試合に敗れてシーズン終了となり、自身も来シーズン中の復帰は絶望的となった。

#### メンフィス・グリズリーズ
2022年のNBAドラフト当日にデアンソニー・メルトンとのトレードで、メンフィス・グリズリーズへ放出された。

#### クリーブランド・キャバリアーズ
2023年2月9日に3チームが絡む大型トレードで、ヒューストン・ロケッツへ放出されたが、2月12日に解雇された。2月15日に古巣であるクリーブランド・キャバリアーズとの契約に合意した。

#### フィラデルフィア・76ers
2023年9月13日に古巣であるフィラデルフィア・76ersとの契約に合意したが、11月1日に解雇された。

## 個人成績

### NBAレギュラーシーズン
| シーズン | チーム   | GP  | GS  | MPG  | FG%  | 3P%  | FT%   | RPG | APG | SPG | BPG | PPG  |
| -------- | -------- | --- | --- | ---- | ---- | ---- | ----- | --- | --- | --- | --- | ---- |
| 2009–10  | CLE      | 20  | 0   | 5.8  | .385 | .273 | .667  | .9  | .3  | .3  | .2  | 2.0  |
| 2010–11  | SAS      | 8   | 0   | 11.5 | .486 | .368 | ---   | 1.9 | .3  | .3  | .1  | 5.1  |
| 2011–12  | SAS      | 66  | 38  | 23.1 | .442 | .436 | .790  | 3.5 | 1.3 | .9  | .7  | 9.1  |
| 2012–13  | SAS      | 80  | 80  | 27.5 | .448 | .429 | .848  | 3.1 | 1.8 | 1.2 | .7  | 10.5 |
| 2013–14  | SAS      | 68  | 59  | 24.3 | .432 | .415 | .794  | 3.4 | 1.5 | 1.0 | .9  | 9.1  |
| 2014–15  | SAS      | 81  | 80  | 28.5 | .436 | .418 | .874  | 4.2 | 2.0 | 1.2 | 1.1 | 11.7 |
| 2015–16  | SAS      | 79  | 79  | 26.1 | .376 | .332 | .739  | 3.8 | 1.8 | 1.0 | .8  | 7.2  |
| 2016–17  | SAS      | 68  | 68  | 26.6 | .392 | .379 | .844  | 3.3 | 1.8 | 1.0 | .9  | 7.3  |
| 2017–18  | SAS      | 70  | 60  | 25.6 | .387 | .363 | .769  | 3.6 | 1.6 | .9  | 1.1 | 8.6  |
| 2018–19  | TOR      | 80  | 80  | 27.7 | .465 | .455 | .841  | 4.0 | 1.6 | .9  | .7  | 10.3 |
| 2019–20  | LAL      | 68  | 68  | 24.8 | .416 | .367 | .688  | 3.3 | 1.3 | 1.3 | .5  | 8.0  |
| 2020–21  | PHI      | 69  | 69  | 28.0 | .412 | .405 | .775  | 3.8 | 1.7 | 1.3 | .8  | 9.5  |
| 2021–22  | PHI      | 62  | 28  | 21.8 | .394 | .380 | .786  | 2.5 | 1.0 | 1.0 | .6  | 5.9  |
| 2022–23  | MEM      | 3   | 0   | 14.3 | .273 | .375 | ---   | 1.3 | .7  | .3  | .0  | 3.0  |
| 2022–23  | CLE      | 8   | 0   | 11.9 | .500 | .448 | 1.000 | 1.3 | .5  | .6  | .4  | 6.5  |
| 2023–24  | PHI      | 2   | 0   | 9.2  | .000 | .000 | ---   | 1.0 | .5  | .5  | .0  | .0   |
| キャリア | キャリア | 832 | 709 | 25.1 | .421 | .400 | .805  | 3.4 | 1.5 | 1.0 | .8  | 8.7  |

### プレーオフ
| シーズン | チーム   | GP  | GS  | MPG  | FG%  | 3P%  | FT%  | RPG | APG | SPG | BPG | PPG  |
| -------- | -------- | --- | --- | ---- | ---- | ---- | ---- | --- | --- | --- | --- | ---- |
| 2011     | SAS      | 4   | 0   | 1.8  | .333 | .250 | .000 | .3  | .5  | .3  | .3  | 1.3  |
| 2012     | SAS      | 14  | 12  | 20.6 | .418 | .345 | .700 | 3.2 | 1.1 | .5  | .7  | 7.4  |
| 2013     | SAS      | 21  | 21  | 31.9 | .446 | .482 | .800 | 4.1 | 1.5 | 1.0 | 1.1 | 11.1 |
| 2014     | SAS      | 23  | 23  | 23.0 | .491 | .475 | .818 | 3.0 | .9  | 1.4 | .7  | 9.3  |
| 2015     | SAS      | 7   | 7   | 29.1 | .344 | .300 | .667 | 3.1 | 2.1 | 1.0 | 1.0 | 8.3  |
| 2016     | SAS      | 10  | 10  | 26.7 | .469 | .511 | .667 | 3.1 | 0.7 | 2.1 | 0.8 | 8.6  |
| 2017     | SAS      | 16  | 16  | 27.2 | .405 | .342 | .571 | 3.6 | 1.4 | .6  | .9  | 7.8  |
| 2018     | SAS      | 5   | 5   | 20.6 | .267 | .250 | ---  | 2.2 | .2  | .2  | .8  | 4.2  |
| 2019     | TOR      | 24  | 24  | 28.5 | .342 | .328 | .913 | 3.6 | 1.1 | 1.3 | .5  | 6.9  |
| 2020     | LAL      | 21  | 21  | 25.0 | .347 | .339 | .667 | 3.1 | 1.2 | 1.0 | .8  | 8.0  |
| 2021     | PHI      | 8   | 8   | 24.9 | .438 | .378 | ---  | 2.6 | 2.6 | 1.1 | 1.0 | 7.0  |
| 2022     | PHI      | 12  | 12  | 26.6 | .404 | .408 | .000 | 3.1 | .8  | 1.0 | .3  | 8.6  |
| 2023     | CLE      | 4   | 0   | 9.9  | .200 | .250 | ---  | 1.8 | .3  | .5  | .3  | .8   |
| キャリア | キャリア | 169 | 159 | 25.3 | .404 | .388 | .745 | 3.2 | 1.2 | 1.0 | .7  | 7.9  |

## プレースタイル
3Pシュートとディフェンスに優れたウイング。スウィングマンのなかでは運動量に加えてブロックが多いほうで、特にトランジッションデフェンスでのブロックを得意としている。フリースローが高確率であり、チームスローの際に担当することも多い。

## その他
- TV中継で、グリーンの3ポイントが、出身大学のスポーツチームであるノースカロライナ・ターヒールズのチーム名を合わせて「ターヒール・トリプル」と呼称されることがある。